# 미쿠니가오카역 (오사카부)
미쿠니가오카역(일본어: 三国ヶ丘駅, みくにがおかえき)은 일본 오사카부 사카이시 사카이구에 있는 역이다. 서일본 여객철도이 운영한다.

## 역 구조
난카이 전기 철도 고야 선과 한와 선 모두 상대식 승강장으로 2면 2선의 구조를 가지고 있다. (총 4면 4선) 고야 선의 승강장은 지상에, 한와 선의 승강장은 반지하 형태로 되어 있다. 양 승강장은 북쪽 개찰구 부분에서 지하도를 통해 연결되어 있다. 역사는 난카이와 서일본 여객철도의 공용으로 개찰구는 북쪽과 서쪽의 2개소가 있다. 북쪽 출구는 서일본 여객철도와 난카이의 환승 개찰구로 난카이와 서일본 여객철도 각각의 개찰구가 Y자형으로 나란히 되어 있다. 서쪽 출구는 직접 난카이의 상행 승강장으로 연결되기 때문에 서일본 여객철도 승강장에서 서쪽 출구를 이용하는 경우 일단 난카이와의 환승 개찰구를 지나 지하도를 건너야만 한다.
이코카, 피타파 및 제휴 교통카드의 사용이 가능하다.

### 난카이 전기 철도 승강장
| 1 | ■ 고야 선 | 고야산 · 이즈미추오 방면 |
| 2 | ■ 고야 선 | 난바 방면                |

### 서일본 여객철도 승강장
| 1 | ■ 한와 선 | 오토리 · 간사이 공항 · 와카야마 방면 |
| 2 | ■ 한와 선 | 덴노지 · 오사카 방면                 |

## 역사
- 1942년 2월 15일: 난카이 전기 철도의 고야 선과 야마노테 선의 환승역으로서 개업하였다.
- 1944년 5월 1일: 국유화에 따라 일본국유철도의 소속이 됨과 동시에 역으로 승격하였다.
- 1944년 6월 1일: 난카이 전기 철도의 회사 합병에 따라 국철과 긴키 닛폰 철도의 공유역이 되었다.
- 1947년 6월 1일: 긴키 닛폰 철도와 난카이 전기 철도가 분리되어 고야 선이 다시 양도되었다.
- 1968년: 난카이 전기 철도 고야 선에서 준급 정차역으로 격하되었다.
- 1986년 11월 1일: 시간표 개정으로 한와 선의 구간쾌속 정차역이 되었다.
- 1987년 4월 1일: 민영화에 따라 서일본 여객철도의 소속이 되었다.
- 2003년 11월 1일: 이코카의 사용이 개시되었다.

## 인접정차역
| 서일본 여객철도 한와 선                                          | 서일본 여객철도 한와 선 | 서일본 여객철도 한와 선          |
| ---------------------------------------------------------------- | ----------------------- | -------------------------------- |
| 사카이시 덴노지 방면                                             | ■ 한와 선 쾌속·구간쾌속 | 오토리 간사이 공항·와카야마 방면 |
| 사카이시 덴노지 방면                                             | ■ 한와 선 보통          | 오토리 와카야마 방면             |
| 쾌속·구간쾌속에는 간쿠·기슈지 쾌속, 직통 쾌속, B쾌속도 포함된다. |                         |                                  |

| 난카이 전기 철도 고야 선 | 난카이 전기 철도 고야 선 | 난카이 전기 철도 고야 선 |
| ------------------------ | ------------------------ | ------------------------ |
| 사카이히가시 난바 방면   | ■ 고야 선 준급·각역정차  | 모즈하치만 하시모토 방면 |